# James Randi
James Randi (născut Randall James Hamilton Zwinge; n. 7 august 1928, Toronto, Ontario, Canada – d. 20 octombrie 2020, Plantation⁠(d), Florida, SUA) a fost un militant americano-canadian, cunoscut în special pentru atitudinea sa și spiritul militant sceptic și critic îndreptat împotriva pseudiștiinței și paranormalului.
Și-a început cariera ca magician, cunoscut sub numele de scenă The Amazing Randi, pentru ca mai apoi, la vârsta de 60 de ani, să se dedice investigării fenomenelor pretinse „supranaturale”, devenind un adevărat demistificator.
Astfel, a pus bazele fundației James Randi Educational Foundation (JREF), care oferea 1.000.000 $ celui care poate dovedi că deține puteri paranormale. Nimeni nu a reușit sa treacă nici măcar de testele preliminare.